# Enno Littmann
Enno Littmann (ur. 16 września 1875 w Oldenburgu, zm. 4 maja 1958 w Tybindze) – niemiecki orientalista zajmujący się etiopistyką.

## Życiorys
Od 1906 profesor orientalistyki w Strasburgu, od 1914 w Getyndze, od 1916 w Bonn. W latach 1921–1951 profesor na Uniwersytecie w Tybindze. Był członkiem wielu akademii naukowych, dzięki ekspedycji do Syrii i Etiopii, która przyniosła mu materiały do jego głównych prac. W 1931 odznaczony Pour le Mérite za Naukę i Sztukę.

## Wybrane publikacje
- Eine amtliche Liste der Beduinenstämme des Ostjordanlandes. In: Zeitschrift des Deutschen Palästina-Vereins 24, 1901, S. 26–31
- Neuarabische Volkspoesie, gesammelt und übersetzt. Berlin 1902 ().
- Semitic Inscriptions. New York 1904 (mit David Magie Jr. und Duana Reed Stuart; ).
- Deutsche Aksum-Expedition.  Bd. 1, 3, 4. Reimer, Berlin 1913
- Semitic Inscriptions. Section A–D. (Syria. Publications of the Princeton University Archaeological Expedition to Syria in 1904–5 and 1909, Division IV), Leyden 1914–49.
- Morgenländische Wörter im Deutschen. Berlin 1920; dsgl., 2. verm. u. verb. Aufl., Tübingen 1924
- Vom morgenländischen Floh. Dichtung und Wahrheit über den Floh bei Hebräern, Syriern, Arabern, Abessiniern und Türken. Leipzig 1925
- Ein Jahrhundert Orientalistik. Lebensbilder aus der Feder von E. L. Herausgegeben von Rudi Paret und Anton Schall, Wiesbaden 1955
- Wörterbuch der Tigre-Sprache. Lfg. 1–3, Wiesbaden 1956–58
- Die Erzählungen aus den Tausendundein Nächten. (6 Bände), ISBN 3-458-34743-7
- Arabische Beduinenerzählungen. Olms, Hildesheim 2004, ISBN 3-487-12603-6.